# Disznódelfinfélék
A disznódelfinfélék (Phocoenidae) az emlősök (Mammalia) osztályának párosujjú patások (Artiodactyla) rendjébe, ezen belül a cetek (Cetacea) alrendágába tartozó család.
A családba 7 recens faj tartozik.

## Rendszerezés
A családba az alábbi 3 élő nem és 12 fosszilis nem tartozik:
- †Archaeophocaena Murakami, Shimada, Hikida & Hirano, 2012 - késő miocén; Japán[2]
- †Australithax
- †Brabocetus
- †Harborophocoena Ichishima & Kimura, 2005 - kora pliocén; Japán[3]
- †Lomacetus
- †Miophocaena Murakami, Shimada, Hikida & Hirano, 2012 - késő miocén; Japán
- Neophocaena Palmer, 1899[4][5]
- †Numataphocoena - kora pliocén; Japán[6]
- Phocoena G. Cuvier, 1816 - típusnem; késő miocén; Világszerte[7]
- Phocoenoides (Andrews, 1911)[8]
- †Piscolithax Muizon, 1983
- †Pterophocaena Murakami, Shimada, Hikida & Hirano, 2012 - késő miocén; Japán[9]
- †Salumiphocaena
- †Semirostrum Racicot et al., 2014 - pliocén; Kalifornia, USA[10]
- †Septemtriocetus Lambert, 2008 - pliocén; Északi-tenger[11]

## Fordítás
- Ez a szócikk részben vagy egészben  a   Porpoise című angol Wikipédia-szócikk ezen változatának fordításán alapul.  Az eredeti cikk szerkesztőit annak laptörténete sorolja fel. Ez a jelzés csupán a megfogalmazás eredetét és a szerzői jogokat jelzi, nem szolgál a cikkben szereplő információk forrásmegjelöléseként.
- Ez a szócikk részben vagy egészben  a   List_of_extinct_cetaceans#Suborder_Odontoceti című angol Wikipédia-szócikk ezen változatának fordításán alapul.  Az eredeti cikk szerkesztőit annak laptörténete sorolja fel. Ez a jelzés csupán a megfogalmazás eredetét és a szerzői jogokat jelzi, nem szolgál a cikkben szereplő információk forrásmegjelöléseként.